# Morgan Johansson (Politiker)

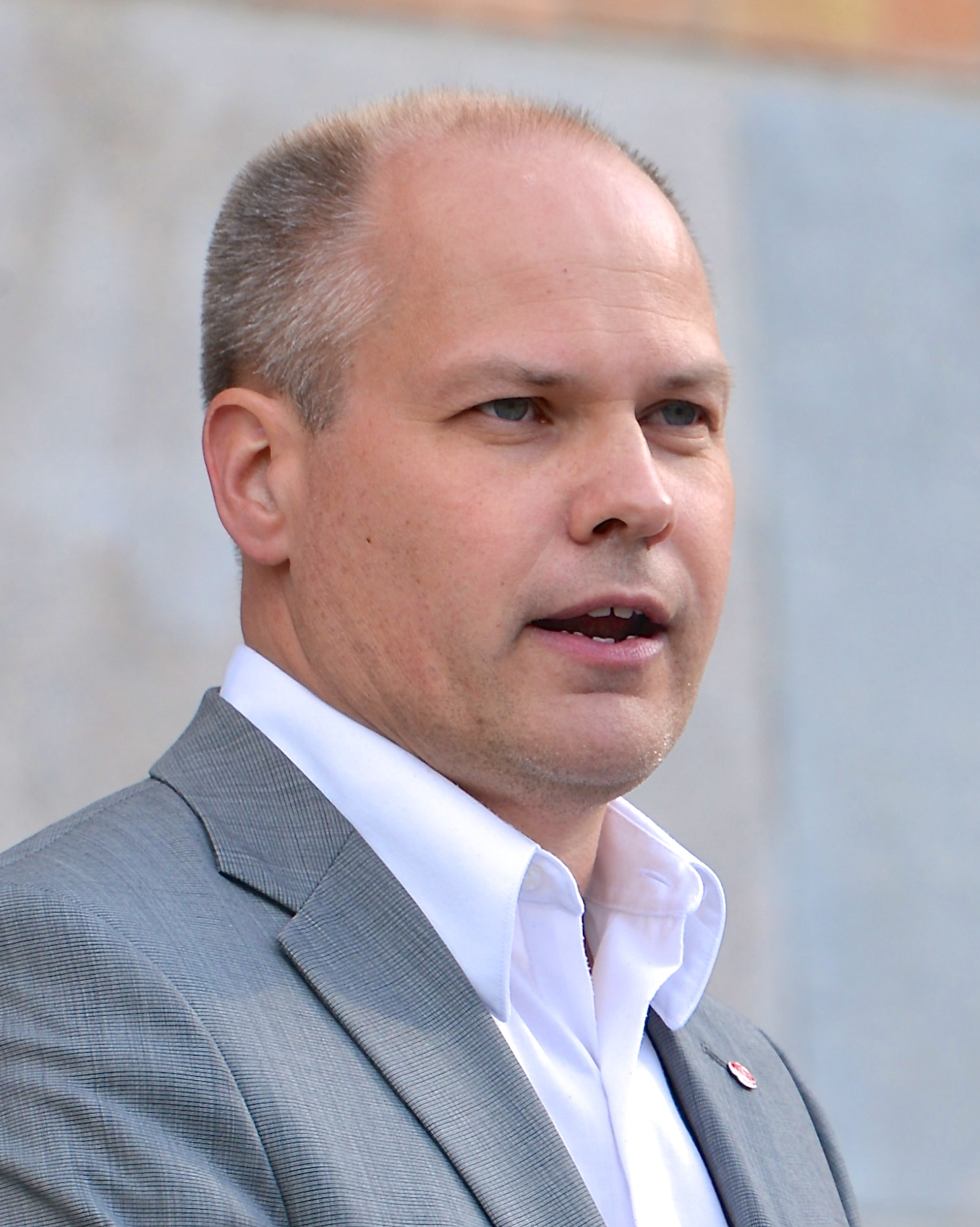
Morgan Johansson (2014)

Morgan Johansson (* 14. Mai 1970) ist ein schwedischer Politiker (SAP) und früherer Justiz- und Innenminister in der Regierung Andersson. Seit dem 10. September 2019 war er bis zum 18. Oktober 2022 stellvertretender Ministerpräsident Schwedens.

## Leben
Nach seinem Studium der Politikwissenschaft an der Universität Lund von 1989 bis 1993 arbeitete Johansson zunächst als Journalist bei der sozialdemokratischen Tageszeitung Arbetet (Die Arbeit). 1997 wurde er Berater im Stab des Ministerpräsidenten Göran Persson. Bei der Reichstagswahl 1998 zog er dann für die Sozialdemokraten in den schwedischen Reichstag ein. In seiner ersten Legislaturperiode war er unter anderem Mitglied des Justizausschusses.
2002 wurde Johansson Gesundheitsminister in der sozialdemokratischen Regierung Persson. Nach deren Abwahl 2006 war er wieder ordentliches Reichstagsmitglied und zunächst Mitglied des Verfassungsausschusses, ab 2010 dann Vorsitzender des Justizausschusses. Zwischen 2006 und 2008 war er Teil der Arbeitsgruppe, die die schwedische Verfassungsreform von 2010 vorbereitete.
Nach der Reichstagswahl 2014 wurde Johansson Justiz- und Migrationsminister in der rot-grünen Minderheitsregierung von Stefan Löfven. In seine Amtszeit fiel insbesondere die Flüchtlingskrise ab 2015. Nach der Regierungsumbildung am 27. Juli 2017 wurde Morgansson Justiz- und Innenminister und übernahm damit die Aufgaben des bisherigen Innenministers Anders Ygeman. Nachfolgerin als Migrationsminister wurde Heléne Fritzon.
Im Januar 2019, nach Abschluss der Regierungsverhandlungen infolge der Reichstagswahl 2018, übernahm Johansson erneut den Posten des Justiz- und Migrationsministers. Innenminister der Regierung Löfven II wurde Mikael Damberg. Seit dem Antritt der Regierung Andersson im November 2021 war Johansson wieder für Justiz und Inneres zuständig, während der Bereich Migration bei Anders Ygeman angesiedelt war.